# For Your Life
For Your Life är en låt av Led Zeppelin på albumet Presence från 1976. Låten är skriven av Robert Plant och Jimmy Page. Låten handlar bland annat om kokain som flurerade i hög grad vid Los Angeles under den här tiden. Vid Zeppelins återföreningskonsert i London 2007 spelades "For Your Life" live för första gången under bandets historia.